# Marion Wagner
Marion Wagner (Magonza, 1º febbraio 1978) è una velocista tedesca, campionessa mondiale della staffetta 4×100 metri nel 2001.

## Record nazionali

### Seniores
- Staffetta 4×100 metri indoor: 44"39 ( Karlsruhe, 31 gennaio 2010) (Anne-Kathrin Elbe, Anne Möllinger, Cathleen Tschirch, Marion Wagner)

## Palmarès
| Anno | Manifestazione  | Sede        | Evento      | Risultato        | Prestazione | Note                                     |
| ---- | --------------- | ----------- | ----------- | ---------------- | ----------- | ---------------------------------------- |
| 1995 | Europei U20     | Nyíregyháza | 4×100 m     | Oro              | 44"77       |                                          |
| 1996 | Mondiali U20    | Sydney      | 4×100 m     | Bronzo           | 44"57       |                                          |
| 1997 | Europei U20     | Lubiana     | 4×100 m     | Oro              | 44"24       |                                          |
| 1999 | Mondiali        | Siviglia    | 100 m piani | Quarti di finale | 11"51       |                                          |
| 1999 | Mondiali        | Siviglia    | 4×100 m     | 5ª               | 42"63       |                                          |
| 2000 | Giochi olimpici | Sydney      | 4×100 m     | 6ª               | 43"11       |                                          |
| 2001 | Mondiali        | Edmonton    | 100 m piani | Quarti di finale | 11"43       |                                          |
| 2001 | Mondiali        | Edmonton    | 4×100 m     | Oro              | 42"32       | Miglior prestazione personale stagionale |
| 2002 | Europei indoor  | Vienna      | 60 m piani  | 5ª               | 7"23        |                                          |
| 2002 | Europei         | Monaco      | 4×100 m     | Argento          | 42"54       |                                          |
| 2003 | Mondiali        | Saint-Denis | 4×100 m     | 4ª               | 43"27       |                                          |
| 2004 | Giochi olimpici | Atene       | 4×100 m     | Batteria         | 43"64       |                                          |
| 2005 | Europei indoor  | Madrid      | 60 m piani  | 6ª               | 7"32        |                                          |
| 2008 | Giochi olimpici | Pechino     | 4×100 m     | 4ª               | 43"28       |                                          |
| 2009 | Mondiali        | Berlino     | 100 m piani | Quarti di finale | 11"64       |                                          |
| 2009 | Mondiali        | Berlino     | 4×100 m     | Bronzo           | 42"87       | Miglior prestazione personale stagionale |
| 2010 | Europei         | Barcellona  | 4×100 m     | Batteria         | dq          |                                          |
| 2011 | Mondiali        | Taegu       | 4×100 m     | Batteria         | dnf         |                                          |

## Altre competizioni internazionali
2009
- Campionati europei a squadre di atletica leggera ( Leiria)

2011
- Campionati europei a squadre di atletica leggera ( Stoccolma)
- Bronzo al campionato europeo a squadre ( Stoccolma), 4×100 metri - 43"37